# Квитницкий, Эраст Ксенофонтович
Эраст Ксенофонтович Квитницкий (30 декабря 1843 — 3 октября 1907) — генерал от кавалерии, участник Туркестанских походов и русско-турецкой войны 1877—1878 годов.

## Биография
Эраст Квитницкий родился 30 декабря 1843 года, сын Виленского коменданта генерал-лейтенанта К. Ф. Квитницкого. Образование получил в Пажеском корпусе, из которого выпущен 16 июня 1860 года прапорщиком в лейб-гвардии Конно-гренадерский полк.
Затем служил в Гвардейской конной артиллерии, принимал участие в подавлении Польского восстания 1863 года. 30 августа 1865 года произведён в подпоручики и 28 марта 1866 года — в штабс-капитаны. В это время он прослушал курс наук в академиях Михайловской артиллерийской и Николаевской Генерального Штаба.
В начале 1872 года Квитницкий по суду был разжалован в солдаты и переведён в Туркестанский военный округ. Военный министр Д. А. Милютин следующим образом описывал события инцинтента, повлёкшего за собой суд:
Дело заключалось в том, что штабс-капитан Квитницкий имел неприятности со своими товарищами, которые решили выжить его из своей среды,; ссора эта кончилась тем, что 26 ноября 1872 Квитницкий нанес удары обнаженной саблей полковнику Хлебникову, за что и был предан суду. Петербургский военно-окружной суд после продолжительного разбирательства всех подробностей дела в заседаниях 8 и 9 февраля приговорил подсудимого к лишению всех прав состояния и к ссылке на поселение в Сибирь, но вместе с тем постановил ходатайствовать перед Государем императором о совершенном помиловании (курсив Милютина - И.М.) Квитницкого, о неправильных же действиях командира лейб-гвардии Конно-артиллерийской бригады генерал-майора Губского и десяти офицеров сообщить начальству для дальнейшего распоряжения на законном основании".
Далее Милютин упоминает свой конфликт с великими князьями Николаем Николаевичем Старшим и Михаилом Николаевичем, принявшими сторону Квитницкого.
Кончилось тем, что Квитницкий был разжалован в рядовые (вскоре потом, однако же, прощен и служил в армейской кавалерии), генерал-майор Губский уволен от должности, и некоторые из офицеров переведены в армейскую артиллерию, или сами вышли в отставку.
В Средней Азии он был назначен в 4-й Туркестанский линейный батальон и принял участие в Хивинском походе 1873 года и был награждён Знаком отличия военного ордена 4-й и 3-й степеней и произведён в унтер-офицеры. Продолжая службу в Средней Азии Квитницкий, под командованием своего бывшего однокашника по Академии Генерального Штаба М. Д. Скобелева, отличился при завоевании Кокандского ханства и был награждён Знаком отличия военного ордена 2-й степени.
1 января 1877 года унтер-офицер Квитницкий за свои военные подвиги получил Высочайшее прощение, был произведён майоры и переведён в 5-й Александрийский гусарский полк.
В рядах этого полка Квитницкий принял участие в русско-турецкой войне 1877—1878 годов и за отличие был награждён орденами св. Анны 3-й степени с мечами и бантом, св. Станислава 2-й степени с мечами и св. Владимира 4-й степени с мечами и бантом (все в 1877 году), также он получил чины подполковника (19 декабря 1877 года) и полковника (в 1878 году со старшинством от 20 декабря 1877 года) и золотую саблю с надписью «За храбрость» (24 октября 1878 года).
23 января 1883 года Квитницкий был назначен командиром 33-го драгунского Изюмского полка, а с 10 мая 1888 года — командиром 22-го драгунского Новгородского полка.
В 1883 году награждён орденом св. Анны 2-й степени, а в 1887 году — орденом св. Владимира 3-й степени.
С производством 17 октября 1891 года в генерал-майоры Квитницкий был назначен командиром 2-й бригады 8-й кавалерийской дивизии. В 1895 году он получил орден св. Станислава 1-й степени и в 1902 году — орден св. Анны 1-й степени.
17 января 1899 года назначен командиром 15-й кавалерийской дивизии и 6 декабря 1899 года произведён в генерал-лейтенанты. Последнюю должность Квитницкий занимал 14 января 1907 года, когда с производством в генералы от кавалерии был уволен в отставку с мундиром и пенсией. 6 декабря 1906 года награждён орденом св. Владимира 2-й степени.
Скончался Квитницкий 3 октября 1907 года во Франции, куда выехал на лечение.
Его братья: Виктор (генерал-лейтенант, начальник 28-й пехотной дивизии), Леонид (1828—1885, генерал-лейтенант, командир Кавказской гренадерской дивизии) и Владимир (полковник).